# Quốc kỳ Trinidad và Tobago
Quốc kỳ Trinidad và Tobago (tiếng Anh: Flag of Trinidad and Tobago) được sử dụng chính thức từ ngày 31 tháng 8 năm 1962, ngày quốc gia này tuyên bố độc lập từ Anh.

## Màu sắc và cấu trúc

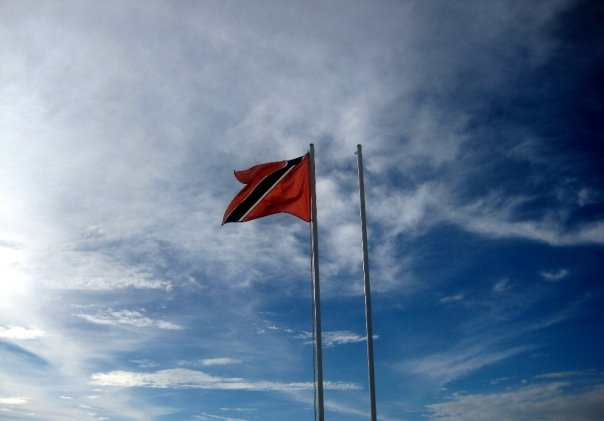
Quốc kỳ tại đồi San Fernando ở San Fernando

Quốc kỳ có nền đỏ với một đường chéo màu đen viền trắng từ góc trên bên trái xuống góc dưới bên phải. Lá cờ này được Ủy ban Độc lập lựa chọn vào năm 1962. Màu đỏ, đen và trắng lần lượt tượng trưng cho lửa (mặt trời, hay lòng can đảm), đất (thể hiện cho sự cống hiến) và nước (thể hiện cho sự tinh khiết và bình đẳng) .
Độ rộng của dải viền trắng bằng 1/30 chiều dài cờ và độ rộng đường chéo đen gấp bốn lần viền trắng. Như vậy tổng cả đường chéo có bề rộng bằng 1/5 chiều dài cờ .

## Các lá cờ khác
Cờ hiệu dân sự là quốc kỳ với tỉ lệ 1:2. Cờ hiệu hải quân (thường được lực lượng tuần tra ven biển sử dụng) là cờ hiệu trắng với chữ thập đỏ và quốc kỳ ở góc trên bên trái.

Cờ hiệu dân sự và chính phủ, tỉ lệ: 1:2
Cờ hiệu hải quân, tỉ lệ: 1:2
Cờ của tổng thống
Cờ của thủ tướng

### Cờ thuộc địa

Cờ thuộc địa (trước 1962)

Trước khi giành được độc lập năm 1962, Trinidad và Tobago sử dụng cờ hiệu xanh của Anh, với huy hiệu tròn có hình con tàu tiến đến trước một ngọn núi.